# Gedämpfter schwung
Gedämpfter schwung (literalmente Desejo moderado ou Impulso moderado) é uma pintura a óleo sobre cartão realizada pelo artista russo Wassily Kandinsky em 1944. É a última pintura do artista russo.